# 使用価値
使用価値（しようかち、value in use, use-value）とは、物の持つさまざまなニーズを満たすことができる有用性を指す。マルクス経済学の価値論の概念の一つである。この使用価値は商品によって異なり、それぞれ異なる目的と手段を以って商品を作る労働を「具体的有用労働」と呼ぶ。

## 商品と使用価値
使用価値を持つ物が必ずしも「商品」であるとは限らない。例えば、水、空気などは重要な使用価値を持つが、労働によって作られたわけではないので交換価値 を持たず、したがって「商品」ではない。また、店で売られている卵は使用価値を持つし、「商品」でもあるが、その卵でスクランブルエッグを作って自分で食べた場合、スクランブルエッグは交換価値を持つけれども、交換されないため、「商品」であるとは言えない。だが、使用価値がない不要物には価値は生まれず、他の生産物との交換も成立しないことから「商品」とはなりえない。使用価値は交換価値の前提条件であるが、十分条件ではない。